# Sondre Rossbach
Sondre Løvseth Rossbach (* 7. Februar 1996 in Porsgrunn) ist ein norwegischer Fußballtorhüter, der derzeit für Odds BK spielt.

## Karriere
Er ist der Sohn des ehemaligen norwegischen Nationaltorhüters Einar Rossbach. Er spielte in der Jugend von Brevik und anschließend in der 3. Divisjon für Urædd, wechselte aber nach der Saison 2011 zu Odd. Er debütierte in der Eliteserien im September 2013 bei einem 5:1-Sieg gegen Aalesund, als André Hansen verletzt wurde.
Bevor er 2011 zu Odd kam, wurde ihm ein 4-Jahres-Vertrag mit Manchester United angeboten, aber er musste aufgrund einer Operation am Knöchel absagen. Er gilt als einer der talentiertesten Torhüter Norwegens. Nach dem Verkauf von André Hansen an Rosenborg BK im Jahr 2015 wurde Rossbach im Alter von 19 Jahren zum neuen Torhüter ernannt.
Seit 2019 ist er auch in der norwegischen Nationalmannschaft vertreten, bestritt jedoch noch kein Spiel.
Rossbach ist Mitglied des norwegischen Fanclubs des englischen Fußballclubs FC Portsmouth.